# Океанічна земна кора

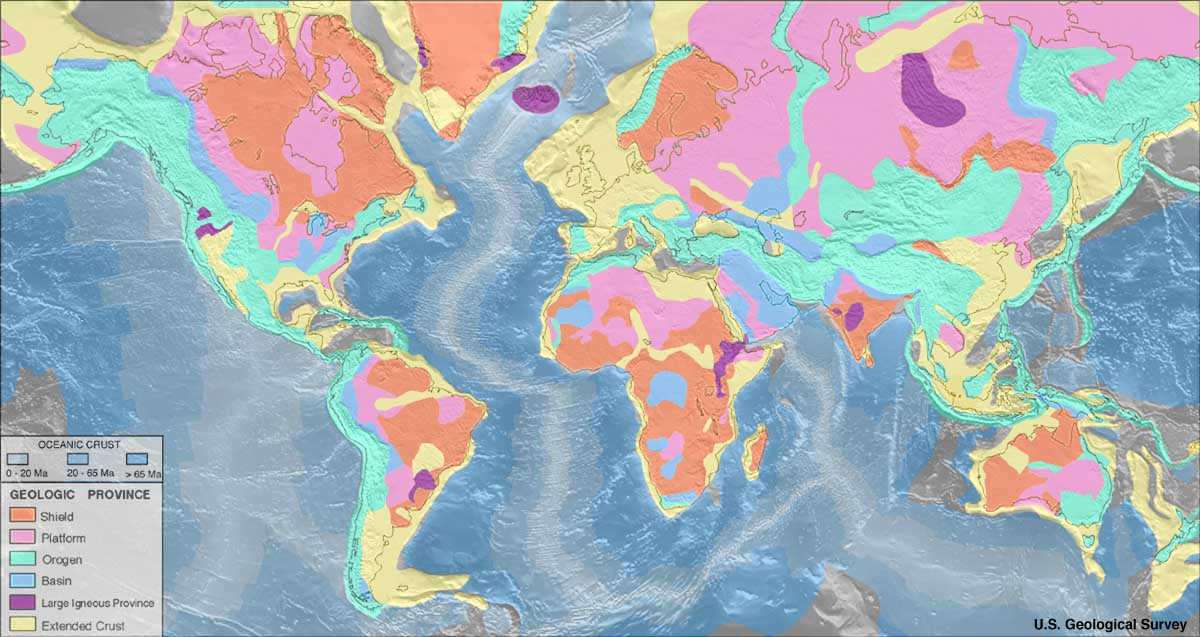
Геологічні провінції світу
за даними Геологічної служби США (USGS)

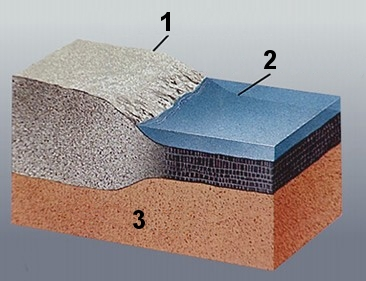
1) Континентальна кора. 2) Океанічна кора. 3) Астеносфера

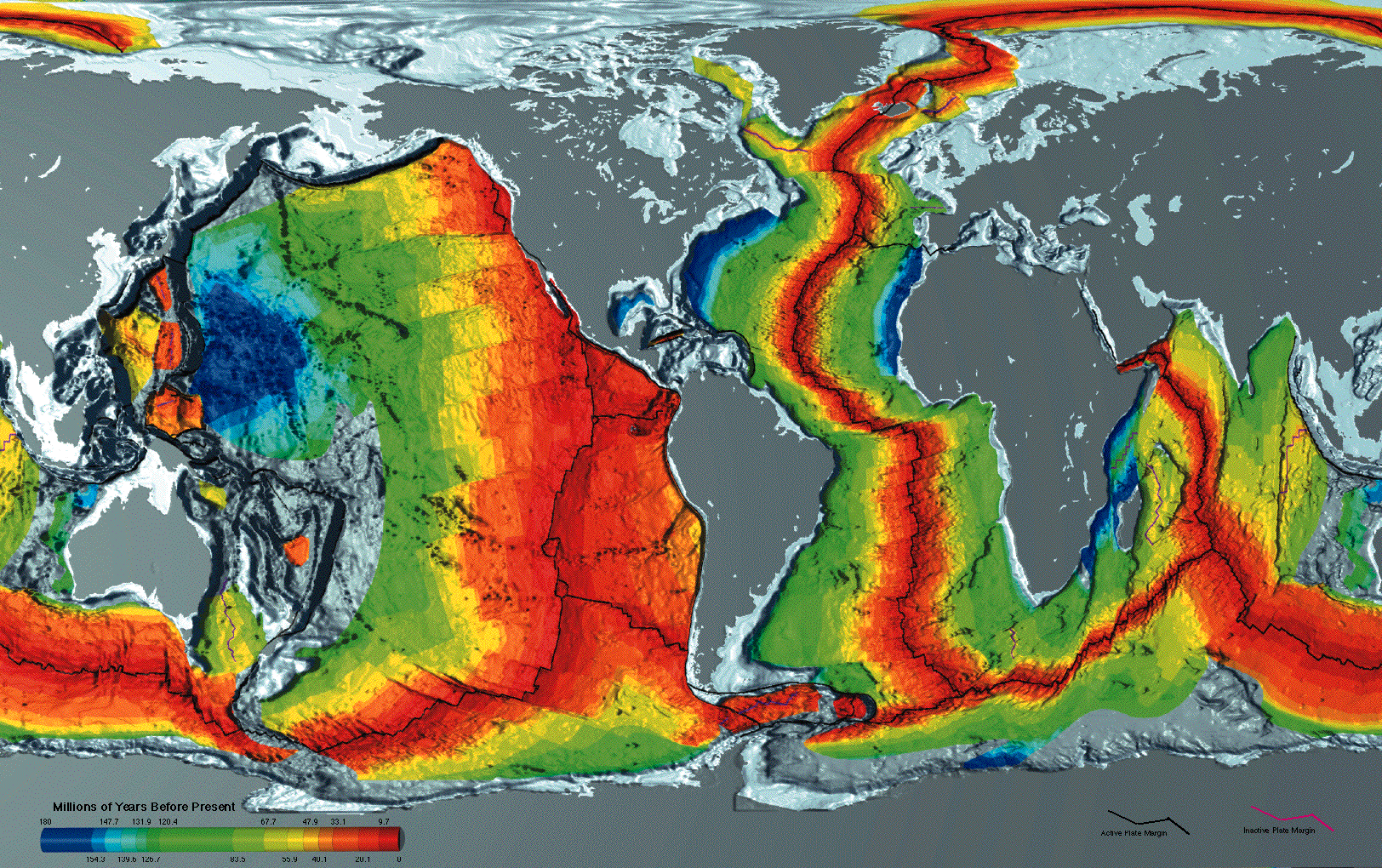
Вік океанічної земної кори

| Континентальна кора Кристалічні щити Плити Складчасті пояси Осадові басейни Трапові формації Перехідні зони | Океанічна кора Вік: 0–20 млн років 20–65 млн років >65 млн років |

Океані́чна земна́ кора́ — земна кора, розповсюджена під дном океанів та морів. Відрізняється від континентальної земної кори відсутністю гранітного шару і значно меншою потужністю — від 5 до 10 км (макс. 20-25 км), зокрема зменшеною товщиною осадового шару.

## Будова
Як і континентальна, характеризується тришаровою будовою:
- верхній осадовий шар, потужністю від декількох сотень м до 1 км, складається з крихких розсипчастих порід, швидкість поширення сейсмічних хвиль в яких 2,0—2,5 км/с;
- середній шар, потужністю 1,0-3,0 км, складений базальтами з прошарками карбонатних та кременистих порід (швидкість сейсмічних хвиль 3,5—4,5 км/с);
- нижній (базальтовий) шар, потужністю 3,5-5,0 км, складений основними та ультраосновними породами (швидкість сейсмічних хвиль 6,3-6,5 км/с, в окремих випадках — до 7,0—7,4 км/с).

За складом і фізичними параметрами океанічна кора відповідає базальтовій корі континентального типу.

## Субокеанічна земна кора
Перехідний тип земної кори, характерний окраїнним морям (Берингове, Охотське, Японське та інші) та середземним (Середземне, Чорне). Схожа з океанічною корою, але характеризується більш потужним, ніж в океані, осадовим шаром (до 10 і більше км). Сумарна потужність субокеанічної земної кори становить 10-20, а місцями — 25-30 км.